# أحمد عزت العابد
أحمد عزت باشا بن هولو باشا العابد (1271 هـ/1855م - 24 ربيع الأول 1343 هـ/15 أكتوبر 1924) رجل دولة من دمشق كان مستشاراً للسلطان عبد الحميد الثاني وعضواً في مجلس شورى الدولة العثمانية حتى عام 1908. وهو والد أول رئيس جمهورية في سورية محمد علي العابد وعم المناضلة السورية نازك العابد.

## البداية
ولِد أحمد عزت العابد في دمشق لأُسرة تجارية من حي الميدان، كانت تعمل في الزراعة وتربية المواشي والتجارة مع قرى حوران. ذاع صيت العائلة خلال الأحداث الدامية التي شهدتها دمشق في ستينيات القرن التاسع عشر، عندما قام جده عمر آغا العابد بحماية آلاف المسيحيين، بالنتسيق مع الأمير عبد القادر الجزائري، خلال ما عُرف بفتنة 1860، والتي أودت بحياة خمسة آلاف مسيحي في منطقة باب توما. موقفه المُشرف والشُجاع سَلّطَ أعين العثمانيين عليه، فقرروا اعتماده حليفاً لهم، في وقت كانت الدولة العثمانية بأشد الحاجة لأصدقاء جدد ومرجعيات محلية بعد انهيار الطبقة السياسية الحاكمة في دمشق بسبب الأحداث التي عصفت بالمدينة. نصّبوا عمر آغا العابد زعيماً على حي الميدان وانتقلت الزعامة بالوراثة من بعده لأكبر أبنائه هولو باشا العابد، الذي أصبح مُتصرفاً على مدينة حمص وسط البلاد ثم على نابلس، قبل تعينه رئيساً لمحكمة النقض ثم مديراً لمجلس ولاية سورية عام 1890.

## ثروة العابد
تضاعفت ثروة آل العابد بشكل كبير، وقام هولو باشا العابد بشراء أسهم في شركة قناة السويس البحرية في مصر وفي قناة بنما الواصلة بين المحيط الأطلسي والمحيط الهادئ. كانت عائدات هاتين القناتين مُذهلة، سمحت لهولو العابد بأن يتملّك أملاكاً زراعية كبيرة في مدينة دمشق وغوطتها الشرقية، ليصبح من أغنى أغنياء عصره، لا في بلاد الشام وحدها بل في أراضي السلطنة العثمانية كافة.

## العمل الإداري والصحفي
تَرعرع أحمد عزت العابد في كنف والده، ودَرس مع الأجانب في مَدارس الكاثوليك الخاصة في بيروت، وعَمل في شبابه كاتباً في دائرة الاستخبارات العثمانية بدمشق، مستفيداً من إتقانه الكامل للغتين الفرنسية والإنكليزية، بالإضافة طبعاً للغة العربية والتركية. وفي عام 1873، عُين رئيساً لدائرة القَلم في مكتب الولاية بدمشق، ثم رئيساً لمحكمة التجارة المختلطة، وأصبح مُقرَباً من والي الشام أحمد جواد باشا، الذي أحبّ الفتى اللامع وعدّه رجلاً فريداً في دمشق قلّ مثيله بين أبناء جيله. بسبب معرفته الواسعة باللغات وبالحضارات الغربية، عَينته الدولة العثمانية رئيساً لتحرير جريدة سوريا التي كانت تصدرها في دمشق باللغتين العربية والتركية. وفي عام 1878، قام أحمد عزت العابد بتأسيس مطبوعة خاصة به تدعى جريدة دمشق، تنادي بالإصلاح وتَدعم رؤية السلطان عبد الحميد الثاني وتوجهاته في السياسة الخارجية. لم تَلقَ رواجاً واسعاً آنذاك، نظراً لانتشار الأمية يومها لدى العامة من أهالي دمشق، ولكنها أصبحت وخلال فترة قياسية الجريدة المُفضَلة لدى النخبة الحاكمة، وكان يقال إن مضمونها وأطروحاتها كانت تُعجب الباب العالي نفسه. ولكثرة انشغاله بالأمور السياسية، ولأنّ الصحافة لم تَكن يوماً المهنة الأقرب إلى قلبه، أغلق أحمد عزت العابد جريدة دمشق عام 1887 وتَوجه إلى إسطنبول، طامحاً إلى منصب رفيع في قصر السلطان عبد الحميد الثاني، يليق بطموحاته السّياسية.

## في بَلاط السلطان عبد الحميد الثاني
وصل العابد إلى عاصمة الخلافة وعمل مفتشاً في العدلية ثم قاضياً في المحاكم التِجارية، مروجاً لنفسه لدى السياسيين العثمانيين المُقربين من السلطان، الذي كان يحيط نفسه بأصحاب الخبرات من أهالي دمشق، نَظراً لعِلمهم وخِبرتهم العالية في الإدارة والتِجارة والأمور الدِينية. استطاع الوصول إلى السلطان عبد الحميد الثاني، الذي أحبّه كثيراً وقام بتعيينه مديراً إدارياً لمجلس شورى الدولة. مع الوقت أصبح العابد صديقاً شخصياً للسلطان ومُستشاراً خاصاً له وأميناً ثانياً في قَصره. كان العابد في حينها لم يتجاوز السابعة والثلاثين من العمر، وكان السلطان عبد الحميد الثاني يكبره بإحدى عشرة سنة، ومع ذلك كانت هذه الصداقة السريعة نتيجة خلقه الرفيع ودماثته العالية.
دوره في الشؤون المالية العثمانية: لعب أحمد عزت العابد دورًا استشاريًا في السياسات المالية للدولة العثمانية، خصوصًا في المسائل المتعلقة بالقروض الخارجية والإصلاحات الاقتصادية. وقد ساعدت خبرته في الأسواق الدولية الدولة العثمانية في التفاوض على شروط مواتية في الاتفاقيات المالية المعقدة مع القوى الأوروبية.

## إنجازات العابد
لَعب أحمد عزت العابد دوراً محورياً في إنشاء الخط الحديدي الحجازي لربط دمشق بالمدينة المنورة وتسهيل مَشقّة سفر الحجاج وسير البضائع من بر الشام إلى الحجاز. وصلت تكلفة هذا المشروع إلى خمسة ملايين ليرة ذهبية، تم جَمعها من تَبرّعات الحواضر الإسلامية، وكان العابد أول المُتَبرعين. كما قام بإنشاء خط التلغراف الواصل بين مدينتي إزمير وبنغازي من جهة، وبين دمشق والمدينة المنورة من جهة أخرى. وبالإضافة إلى كل ذلك، شَجَعَ العابد السلطان عبد الحميد على إدخال الكهرباء إلى مدينة دمشق عام 1907 ومعها وسيلة نقل الترامواي. ومن مُنجزات العابد بناء فندق فخم وسط دمشق، حمل اسم فندق فيكتوريا. عند زيارة إمبراطور ألمانيا غليوم الثاني إلى دمشق عام 1898 نَزَلَ ضيفاً في هذا الفندق، الذي أصبح مقراً عسكرياً للجيوش العثمانية والألمانية في فترة الحرب العالمية الأولى. وبعدها شيّد العابد بناء كبير في وسط ساحة المرجة، أطلق عليه اسم بناء العابد، وهو ما زال قائماً حتى اليوم.
بعثته الدبلوماسية إلى فرنسا: شارك العابد في بعثة دبلوماسية إلى فرنسا، حيث عمل على تحسين العلاقات بين الدولة العثمانية والحكومة الفرنسية. ساعدت جهوده في تعزيز الروابط الاقتصادية وفتح فرص جديدة للأعمال العثمانية في الأسواق الأوروبية.
رعايته الثقافية: بالإضافة إلى أنشطته السياسية والاقتصادية، كان العابد راعيًا للفنون والثقافة. دعم الكتّاب والشعراء السوريين ورعى الفعاليات الثقافية في دمشق، مما ساعد على ازدهار المشهد الثقافي والفكري في أواخر القرن التاسع عشر وبداية القرن العشرين.

## الانقلاب العثماني عام 1908
أرسل أحمد عزت باشا ابنه محمد علي العابد لدِراسة الهندسة في جامعة السوربون بباريس، وعند تخرجه عَينه سفيراً للدولة العثمانية في واشنطن. ولكن بعد أسابيع قليلة من وصوله إلى العاصمة الأميركية، وقع انقلاب عسكري في إسطنبول أجبر السلطان عبد الحميد على التخلي عم مُعظم صلاحياته. حاصر رجالات الانقلاب، وجميعهم من أعضاء جمعية الاتحاد والترقي السلطان داخل قصره يوم 23 تموز 1908، وفرضوا عليه حزمة من الإصلاحات كان من بينها إعادة العمل بالدستور العثماني المُعطل منذ عام 1878، وتفعيل البرلمان المُنحل، ليتحول من بعدها إلى حاكم صوري فاقد لأي سلطة حقيقية، مسيَّر من مجموعة ضباط لا يقيمون له أي وزن أو احترام.
أول من سقط مع السلطان كان مستشاره المُقرب أحمد عزت العابد، الذي اعتُبر العقل المُدبر وراء كل سياسات عبد الحميد الثاني، فقام الضباط بعَزله ونفيه إلى أوروبا، ومنعوه من العودة إلى إسطنبول. بدأت المخابرات التركية بنشر الإشاعات المغرضة ضد العابد، متهمة الرجل بالفساد والرشوة و«الإجرام السياسي.» غادر العابد إسطنبول متجهاً إلى واشنطن مكان إقامة ابنه السفير محمد علي العابد، بحثاً عن ملجأ آمن له ولأسرته، ولكن قبل وصوله إلى الولايات المتحدة الأميركية جاءت برقية عاجلة من إسطنبول تعفي السفير الشاب من مهامه. فغادر أميركا، ليجتمع بوالده في أوروبا.

## سنوات المنفى
عاشت عائلة العابد بين سويسرا وبريطانيا وفرنسا، حيث قام العابد بإدارة أملاكه وأرزاقه عن بعد، التي لم يُصادرها الاتحاديون بدمشق، وبشراء أسهم في عدة شركات عالمية في نيويورك وباريس ولندن. عائدات فندق فيكتوريا وقناة السويس وقناة بنما كانت تدر عليه مالاً وفيراً، وكذلك مزارعه الخصبة في غوطة دمشق. حافظ أحمد عزت باشا على اتصال سري بالسلطان المحاصَر عبد الحميد الثاني حتى عزله نهائياً عن العرش في نيسان 1909 واستبداله بشقيقه محمد رشاد أفندي، الذي تولى العرش بدعم من الاتحاديين وأصبح يُعرف بالسلطان محمد رشاد الخامس. قضى السلطان عبد الحميد أيامه الأخيرة سجيناً في قصره على ضفاف البوسفور حتى وفاته في 10 شباط 1918، أي قبل أشهر قليلة من سقوط الحكم العثماني في دمشق.

## موقفه من الثورة العربية الكبرى
عند مشاهدة مصير مولاهم قرر رجال بيت العابد اعتزال السّياسة نهائياً، وعَدم الاقتراب من الثورة العربية الكبرى التي قادها الشريف حسين بن علي من الحجاز ضد الدولة العثمانية في صيف عام 1916، عِلماً أنها وعَدت بالإطاحة بنظام جمعية الاتحاد والترقي ورموزها في كل من إسطنبول ودمشق. وبعد نجاح الثورة وانسحاب الجيش العثماني من دمشق في 26 أيلول 1918، أيد الأمير الشاب فيصل بن الحسين الذي نُصب حاكماً على سورية، ولكنه فضّل أن يبقى مقيماً في فرنسا مع عائلته.

## العودة إلى دمشق
وفي خريف عام 1920، عاد أحمد عزت العابد إلى دمشق بتشجيع من الجنرال هنري غورو، المندوب السامي الفرنسي في سورية ولبنان. استُقبل استقبالاً حافلاً وكان هدف سلطة الانتداب من الاحتفاء به هو دفع العابد للاستثمار مجدداً في سورية للنهوض باقتصادها المُنهك بعد الحرب العالمية الأولى. قام العابد ببناء عدة مستوصفات في أحياء دمشق القديمة ومستشفى صغير بمسقط رأسه في حي الميدان، ودور رعاية للأيتام، ولكنه سرعان ما غادر دمشق مجدداً وتوجه إلى مصر، ليحل ضيفاً على الملك فؤاد الأول.

## الوفاة
توفي أحمد عزت باشا العابد في القاهرة عن عمر ناهز 70 عاماًَ يوم 15 تشرين الأول 1924.

## مذكرات أحمد عزت باشا العابد
في عام 2018، أُعلن في إسطنبول عن قرب صدور مذكرات أحمد عزت العابد باللغة التركية، التي كان قد وضعها في سنوات المنفى ثم أودعها بيد ابنته لمعان العابد، مشترطاً ألا تُنشر إلا بعد مرور مائة عام. بادرت كريمته بحفظها في خزانة حديدية خاصة في إحدى المصارف السويسرية حيث بَقيت من عام 1918 وحتى منتصف عام 2018.